# هاري شابمان (لاعب كرة قدم)
هاري شابمان (بالإنجليزية: Harry Chapman)‏ هو مدرب كرة قدم ولاعب كرة قدم بريطاني (وحمل سابقاً جنسية المملكة المتحدة لبريطانيا العظمى وأيرلندا) في مركز الهجوم، ولد في 1879 في المملكة المتحدة، وتوفي في 29 أبريل 1916 في إنجلترا في المملكة المتحدة. لعب مع شيفيلد وينزداي وهال سيتي وAttercliffe F.C. ‏ ووركشوب تاون ‏ وKiveton Park F.C. ‏.

## وصلات خارجية
- هاري شابمان على موقع Soccerbase.com (مدرب) (الإنجليزية)